# Apostolische Kerk (Haarlem)
De Apostolische Kerk is een kerk van de Hersteld Apostolische Zendinggemeente in de Jacobijnestraat in Haarlem. Het gebouw dateert uit de tweede helft van de 19e eeuw, volgens een gevelsteen anno 1868. Sinds 1925 is het gebouw in gebruik als kerk.
Het gebouw is een rijksmonument.